# استان لا رومانا
استان لا رومانا (به لاتین: La Romana Province, Dominican Republic) یک استان در جمهوری دومینیکن است.
مساحت این استان ۶۵۳٫۹۵ کیلومتر مربع و جمعیت آن در سال ۲۰۱۴ میلادی ۳۴۴٬۵۸۰ نفر می‌باشد.